# Campodorus elegans
Campodorus elegans là một loài tò vò trong họ Ichneumonidae.